# NGC 1237
NGC 1237 – gwiazda podwójna znajdująca się w gwiazdozbiorze Erydanu, której składniki mają obserwowaną jasność około 14m. Skatalogował ją Frank Muller w 1886 roku jako obiekt mgławicowy, choć wyraził też przypuszczenie, że może to być gwiazda podwójna.